# Bugarska antarktička baza sv. Klimenta Ohridskog
Bugarska antarktička baza sv. Klimenta Ohridskog (bugarski: База Св. Климент Охридски) je bugarska antarktička znanstvena baza na otoku Livingstonu.
Baza je osnovana 1988. godine, a 1993. godine po naredbi predsjednika Želju Želeva nazvana je u čast Svetog Klimenta Ohridskog.

## Povijest
Na područje današnje baze Bugari su se iskrcali između 26. i 28. travnja 1988. uz pomoć sovjetskog istraživačkog broda Mihail Somov. Objekti za bazu su trebali prvobitno postavljeni na otoku Alexanderu ali se brod nije uspio usidriti. Te su dvije montažne barake iskrcane na Livingston. Objekti su kasnije obnovljeni i otvoreni kao stalna baza 11. prosinca 1993. godine.
Program širenja baze uključivao je izgradnju novog višenamjenskog objekta što je provedeno u razdoblju od 1996. do 1998. i nakon toga. Kapela Sv. Ivana Rilskog izgrađena je 2003. godine, i prva je pravoslavna građevina na Antarktiku i najjužnija pravoslavna bogomolja u svijetu. Bugarska pošta ima svoj ured od 1994./1995. Bazu redovito posjećuju predstavnici institucija nadležnih za aktivnosti Bugarske na Antarktici, uključujući predsjednika Georgija Prvanova koju je bazu posjetio u siječnju 2011. godine.

## Upotreba
Bazu koriste znanstvenici iz Bugarske i drugih država za istraživanje iz područja geologije, biologije, glaciologije, topografije i geografije.

## Vanjske poveznice
- Bugarska antarktička znastvena baza
- Španjolska antarktička baza